# Movits!
Movits! — шведский музыкальный коллектив из Лулео. Группа играет свинг, смешивая его с хип-хопом. Их первый альбом Äppelknyckarjazz, название которого дословно переводится как «джаз похитителей яблок», был выпущен в ноябре 2008 года и признан национальной шведской газетой «Dagens Nyheter». В США выпуском Äppelknyckarjazz занимались Comedy Central Records.

## История
Группа была основана братьями Йоханом (швед. Johan Rensfeldt) и Андерсом Ренсфельдтами (швед. Anders Rensfeldt). Изначально их стиль сочетал в себе хип-хоп и регги. Назвавшись «Planeten Jorden» (швед. Планета Земля), они выпустили EP под названием «Frihetssånger i Retro Adidas» (швед. Свободные песни в Retro Adidas). У братьев не возникало проблем при совместной работе, так как они по-честному распределили свои роли. Йохан, вокалист, является автором текстов, а Андерс (DJ) — продюсером. Дуэт превратился в трио, когда к ним присоединился саксофонист Йоаким Нильссон (швед. Joakim Nilsson).
Песня Бенни Гудмена «Sing, Sing, Sing» на летнем музыкальном фестивале в 2005 году вдохновила их на создание нового альбома, который позже стал известен как Äppelknyckarjazz. Начиная именно с этого альбома Movits! Стали совмещать свинг с хип-хопом. Позже группа решила сменить название, считая, что Planeten Jorden не выражало их новое направление музыки.
Название Movits! произошло от «Fader Movitz», персонажа «Посланий Фредмана», шведского поэта 18-го века Карла Баллмана (швед. Carl Michael Bellman). Группа изменила последнюю букву имени персонажа, дабы избежать ассоциаций со шведскими группами, играющими танцевальную музыку, такими, как Lasse Stefanz, Svänzons или Larz-Kristerz.
27 июля 2009 года Movits! показали в американском сатиристическом новостном шоу The Colbert Report. Группа дала интервью и продемонстрировала свою песню Fel Del Av Gården. Стивен Кольбер упоминал на своём шоу 30 июля 2009 года, что альбом Äppelknyckarjazz завоевал заметную популярность на Amazon.com и iTunes. Стивен Кольбер заявил, что появление Movits! заметно повысило популярность его шоу.

## Дискография
Альбомы
- 2008: Äppelknyckarjazz
- 2011: Ut Ur Min Skalle (Get out of my Head) / Get Out Of My Head
- 2013: Huvudet Bland Molnen / Head Amongst the Clouds
- 2015: Dom försökte begrava oss, dom visste inte att vi var frön / They Tried to Bury Us, They Didn't Know We Were Seeds

Синглы
- 2007: «Swing För Hyresgästföreningen»
- 2008: «Äppelknyckarjazz»
- 2008: «Fel Del Av Gården» (Wrong Side Of The Yard)
- 2009: «Ta På Dig Dansskorna» (Take On Your Dancing Shoes)
- 2011: «Sammy Davis Jr»
- 2013: "Röksignaler"
- 2013: "Nitroglycerin"
- 2013: "Limousin" (feat. Maskinen) (Peak SWE #28)
- 2015: "Placebo"
- 2015: "Dansa i regnet"

## Видеография
- «Äppelknyckarjazz» (смотреть на Youtube)
- «Fel Del Av Gården» (смотреть на Youtube)
- «Ta På Dig Dansskorna» (смотреть на Youtube)
- «Sammy Davis Jr» (смотреть на Youtube)
- «Spela Mig På Radion (feat. Zacke») (смотреть на Youtube)
- «Nitroglycerin» (смотреть на Youtube)